# Red Right Hand
Red Right Hand ist ein Actionthriller der US-Amerikaner Ian Nelms und Eshom Nelms.
Der Film wurde am 23. Februar 2024 per Video-on-Demand und im Kino veröffentlicht.

## Handlung
Cash versucht, ein ehrliches und ruhiges Leben zu führen, aber als Big Cat ihn zwingt, sich wieder in ihre Dienste zu stellen, ist er zu allem fähig, um die Stadt und die einzige Familie, die er noch hat, zu schützen.

## Produktion
Die Dreharbeiten fanden im April 2022 im US-Bundesstaat Kentucky (dort in Campbellsburg, Shepherdsville und New Castle) statt.